# Chimaera (Sylvie-Courvoisier-Album)
Chimaera (deutsch Chimäre) ist ein Jazzalbum von Sylvie Courvoisier. Die am 17. und 18. November 2022 im Oktaven Audio Studio, Mont Vernon, New York, entstandenen Aufnahmen erschienen am 20. Oktober 2023 auf Intakt Records.

## Hintergrund
Das Album Chimaera nahm die Pianistin Sylvie Courvoisier mit den Trompetern Wadada Leo Smith und Nate Wooley, dem Gitarristen und Live-Elektroniker Christian Fennesz, dem Bassisten Drew Gress und dem Schlagzeuger Kenny Wollesen auf, der hier auch Vibraphon spielt. Courvoisiers Zusammenarbeit mit Gress und Wollesen reicht bis ins Jahr 2014 zurück, als Double Windsor (Tzadik) entstand. Seitdem hat sie mit diesem Trio zwei weitere Alben eingespielt, D'Agala (Intakt, 2017) und Free Hoops (Intakt, 2020).

## Titelliste
- Sylvie Courvoisier: Chimaera (Intakt Records Intakt CD 410)[2]

1. Le pavot rouge 21:21
2. La joubarbe aragnaineuse 13:32
3. Partout des prunelles flamboient 8:23
4. La chimère aux yeux verts 15:00
5. Annâo 8:40
6. Le sabot de Venus 19:09

Wenn nicht anders vermerkt, stammen die Kompositionen von Sylvie Courvoisier.

## Rezeption

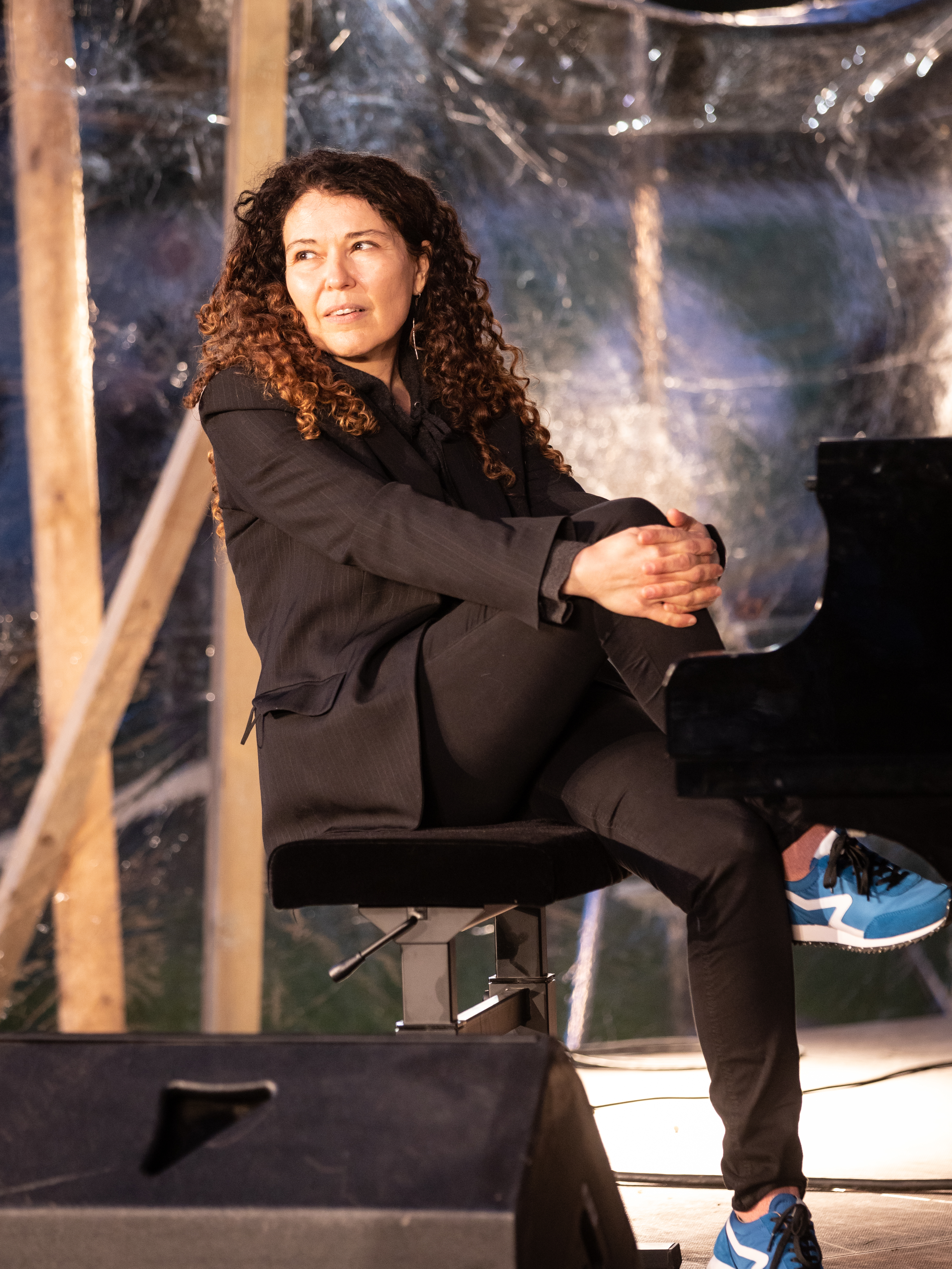
Sylvie Courvoisier (2022)

Die Musik, die Courvoisier auf diesem Album spielt, sei „weitläufig wie schillernder Nebel, der sich langsam ausdehnt und die Landschaft bedeckt, so weit das Auge reicht“, schrieb Phil Freeman (Ugly Beauty/Stereogum). Der Eröffnungstitel „Le Pavot Rouge“ („Die rote Mohnblume“), fast 22 Minuten lang,  beginne als eine Art geduldiger Vamp, Piano und Vibraphon, der geduldig in kräuselnden minimalistischen Mustern erklinge, gelegentlich verstärkt durch Ausbrüche verzerrter Halleffekte der E-Gitarre von Fennesz. Wenn die Trompeten zum Einsatz kämen, würden sie zunächst einen sanften Dialog führen, doch später, in der zweiten Hälfte des Stücks, nehme Wooley ein wildes, frei klingendes Solo auf, das durch tiefe, grollende Klavierakkorde einigermaßen verankert werde. Dies sei Musik, die ein Gefühl von Geheimnis und Staunen hervorrufen soll, und wenn man dabei die Augen schließt, wird sie genau das tun.
Nach Ansicht von Troy Dostert, der das Album in All About Jazz rezensierte, sei das Album weniger eine Demonstration der unbestreitbaren Fähigkeiten der Musiker, stattdessen etwas viel Subtileres und Elliptischeres, bei dem Stimmung und Atmosphäre das Ziel seien und nicht offen dargestellte Virtuosität. Tatsächlich würde ein Teil des Vergnügens an dieser Aufnahme darin bestehen, zu würdigen, wie bereitwillig sich diese beeindruckenden Spieler Courvoisiers Vision unterordnen. Smith, Wooley und Fennesz seien für sich genommen übergroße Auftritte, aber hier bestünde ihr Ziel darin, etwas zu schaffen, das über ihre individuelle Kunstfertigkeit hinausgeht; Und obwohl alle sechs Kompositionen von Courvoisier stammen, fühle sich das Album stark wie eine Gruppenarbeit und die Verwirklichung eines kollektiven Konzepts der Superlative an.
Dies sei Musik, die notwendigerweise geschaffen werden musste, entstehen musste und uns ungemein bereichern wird, lobte Henning Bolte (Europe Jazz Network). Man solle sich in seine Klangschwaden hineinziehen und sich von seinen Widerhallen, den Echos unserer Seelen, tragen lassen. Merkwürdigerweise lösten die Klänge des Openers „The Red Poppy“ sofort Assoziationen mit dem Opener von Miles Davis’ „Bitches Brew“ aus, nach einer Weile auch Anklänge mit Jon Hassell oder David Torn. Courvoisiers Wellen und Läufe seien jedoch leichter, huschender, flüchtiger, mystischer und spielen mit Kontrasten von Dunkel und Licht, dem Mechanischen und Fließenden, von gleitenden Schatten und wilden Läufen und Ausbrüchen. Die Umgebung werde regelmäßig surreal und ab und zu sogar albtraumhaft. Neben Courvoisier gebe es herausragende musikalische Kräfte, die diese magischen Klang-Licht-Stimmungs-Schwankungen in unsere Hörrealität bringen: Christian Fennesz’ E-Gitarren-Washes und Kenny Wollesens perfekt getimtes Vibraphon-Sprudeln. Komposition und Performance sind zwei Pole eines erstaunlichen Kontinuums, das sich in unseren Ohren, unserem Geist und unserer Seele manifestiert und verschmilzt.